# La Vuelta (historieta)
La Vuelta es una historieta de 2000 del autor de cómics español Francisco Ibáñez, perteneciente a su serie Mortadelo y Filemón.

## Trayectoria editorial
Dibujada entre 1999 y 2000 y publicada en 2000 en el número 83 de Magos del Humor y más tarde en el n.º 154 de la Colección Olé.

## Sinopsis
El T.I.O. (Troyanos Invictus Orbi) es una secta del caballo de troya que defiende la supremacía del caballo ante todo medio de transporte y quieren que la vuelta ciclista se pase a hacer a caballo, por lo que intentan todo tipo de tretas para boicotear a los corredores. Así, el Súper inscribe en la vuelta a Mortadelo y Filemón, los cuales demostrarán su "pericia" en montar en bici a la vez que tratan de impedir que el T.I.O. hagan sabotaje a la vuelta.

## Comentarios
En el año 2000 Mortadelo y Filemón fueron nombrados mascotas oficiales de la 55.ª edición de la vuelta a España, motivo por el que se creó esta historieta además de un espectáculo original escrito y dirigido por David López para la Vuelta Ciclista España titulado Una Vuelta Muy Revuelta. Además del álbum en la sección deportiva de El Periódico de Catalunya se publicó durante el desarrollo de las etapas ciclistas chistes mostrando la participación de los agentes en las mismas. Además, Telefónica publicó un álbum que contiene una página extra más publicitaria.
A lo largo de la historieta, aparecen diversos equipos ciclistas cuyos nombres son parodias de equipos ciclistas españoles: en vez del Kas, Kras (por el ruido que hacen los corredores al chocarse con un árbol), el Banesto es sustituido por el Banasta (llevan a los que caen en una banasta), el equipo de la ONCE es representado por el D.O.C.E. (humorísticamente compuesto por vendedores de cupones ciegos y con bastón)...